# Бејтсвил (Тексас)
Бејтсвил (енгл. Batesville) насељено је место без административног статуса у америчкој савезној држави Тексас.

## Демографија
По попису из 2010. године број становника је 1.068, што је 230 (-17,7%) становника мање него 2000. године.
| Група             | 2000.         | 2010.         |
| Белци             | 107 (8,2%)    | 48 (4,5%)     |
| Афроамериканци    | 1 (0,1%)      | 3 (0,3%)      |
| Азијати           | 0 (0,0%)      | 0 (0,0%)      |
| Хиспаноамериканци | 1.186 (91,4%) | 1.018 (95,3%) |
| Укупно            | 1.298         | 1.068         |